# میدان‌سر کشتلی
میدان سرکشتلی، روستایی است از توابع بخش گتاب شهرستان بابل در استان مازندران ایران.
keshteli_news@

## کشتلی (کشتله)
کشتله . [ ک ِ ت ِ ] (اِخ ) در فرهنگ دهخدا بدینگونه معرفی شده‌است." دهی است از دهستان مشهد گنج افروز بخش مرکزی شهرستان بابل واقع در 12هزارگزی جنوب بابل و یک هزارگزی باختر شوسه ٔ فرعی بابل به بابل کنار با 1100 تن سکنه"
. اما نام "کشتله" بر اساس نظر بزرگان روستا از سه حالت زیر به وجود آمده است.
1- کشتلی مرکب از دو کلمهٔ کشتی و محله باشد چون سابقاً مسابقات کشتی محلی در آن برگزار می‌شده‌است.
2- نام روستای کشتلی برگرفته از نام پرنده کشتل می‌باشد که در گذشته فراوان در داخل روستا دیده میشد.
3-عبور کشتی‌های کوچک از رودخانه بابلرود که در کنار روستا قرار گرفته‌است.
مردمان روستا به اموری چون کشاورزی (برنجکاری و باغ مرکبات ) و دامداری مشغول می‌باشند. این روستا خود مرکب از پنج روستا میدانسر، شوب محله، چناربن، پایین محله و سیدکلا می‌باشد .

## جمعیت
این روستا در دهستان گتاب شمالی قرار دارد و براساس سرشماری مرکز آمار ایران در سال ۱۳۹۵، جمعیت آن ۱۰۲۸ نفر (۳۵۷ خانوار) بوده‌است.